# يوم قارة أهوى
يوم قارة أهوى أو يوم القويرة هو أحد أيام العرب الذي تواجهت فيه بنو نمير ضد عامر بني شيبان.

## نبذة
كان سبب "يوم قارة أهوى" عائد إلى استقرار بنو نمير في مكان ما طلبًا للكلأ مع الأنعام و الذرية، إلا أن بنو شيبان بقيادة عمران بن مرة أخا بني شيبان أغاروا عليهم واستولوا على النعم جميعها، فلما علم بنو نمير بالأمر جهزوا أنفسهم و لحقوا ببنو شيبان حتى موقع قارة أهوى و ألتحم الفريقان في معركة حتى أصابت الهزيمة بنو شيبان و استطاع بنو عامر استعادة أموالهم و ممتلكاتهم.
وفي يوم قارة أهوى قتل عمران بن مرة بن ذهل بن شيبان من قبل قرة بن هبيرة وحمل قرة بن هبيرة على عمران فطعنه، وهو يوم طعن أبو سحيمة بن قرة، الردفين فصرعهما.

## الشعر
قال الجعدي في ذلك:
وقال الجعدي أيضاً:
وقال عياض بن كلثوم: